# 島根県高等学校の廃校一覧
島根県高等学校の廃校一覧（しまねけんこうとうがっこうのはいこういちらん）とは、島根県の廃校となった高等学校の一覧。対象となるのは学制改革（1948年）以降に廃校となった高等学校と分校である。名称は廃校当時のもの。廃校時に属していた自治体が合併により消滅している場合は現行の自治体に含める。また、現在休校中の学校は公式には存続していることとなっているが、休校中の学校は事実上廃校となっている場合が多いため、便宜上本項に記載する。
小学校や中学校と異なり、生徒が在学中に在籍校が変更となることはほとんどなく、新設校が開校する年と旧校が閉校となる年は異なることが多い。また、統合した場合でも片方の高等学校が旧校の生徒が卒業するまで存続扱いとなる場合もある。

## 松江市
- 島根県立島根農科大学附属農林高等学校 本庄分校（1966年）[1]
- 島根学園松江商工高等学校（1977年）[注釈 1]
- 島根県立松江南高等学校宍道分校（2013年松江工業高校定時制普通科、出雲高校定時制普通科、松江北高校通信制普通科と統合し島根県立宍道高等学校へ）[3]

## 浜田市
- 島根県立浜田第一高等学校（1949年統合により島根県立浜田高等学校へ）[4]
- 島根県立浜田第二高等学校（同上）[4]
- 浜田市立家政高等学校（同上）[4]
- 島根県立浜田高等学校今市分校 （1960年島根県立矢上高等学校今市分校から移管[5]、2013年廃校[6]）

## 出雲市
- 島根県立出雲商工高等学校（1949年出雲農業高と統合し出雲産業高〈1962年島根県立出雲工業高等学校が分離独立し[7]、1963年島根県立出雲商業高等学校へ改称〉[8]へ）
- 島根県立出雲農業高等学校（1949年出雲商工高と統合し出雲産業高となるも、1953年島根県立出雲農林高等学校として再独立）[9][注釈 2]
- 島根県立大社第一高等学校（1949年大社第二高と統合し島根県立大社高等学校へ）[10]
- 島根県立大社第二高等学校（1949年大社第一高と統合し大社高へ）[10]
- 島根大学島根青年師範学校附属定時制高等学校（1950年島根大学島根師範学校附属中学校に統合）[11]
- 島根県立大社高等学校佐田分校 （1983年出雲農林高佐田分校から移管、2015年廃校）[10]

## 益田市
- 島根県立益田高等学校〈初代〉（1949年益田農林高と統合し益田高〈2代目〉へ）[12][注釈 3]
- 島根県立益田農林高等学校（1949年益田高〈初代〉[12]と統合し益田高〈2代目〉へ）[13]
- 島根県立益田高等学校〈2代目〉（1953年島根県立益田高等学校〈3代目〉と益田産業高[13]へ分割）
- 島根県立益田産業高等学校都茂分校（1973年）
- 益田学園高等学校（1978年益田工業高と統合し七尾学園益田東高等学校へ）[14]
- 益田工業高等学校（1978年益田学園高と統合し七尾学園益田東高へ）[14]
- 島根県立益田農林高等学校匹見分校（1988年）
- 島根県立益田産業高等学校（2006年益田工業高と統合し島根県立益田翔陽高等学校となり[15]、2008年完全移行[13]）
- 島根県立益田工業高等学校（2006年益田産業高と統合し益田翔陽高となり[15]、2008年完全移行[13]）

## 大田市
- 島根県立仁摩農林高等学校（1949年温泉津高と統合し島根県立邇摩高等学校へ）[16]
- 島根県立温泉津高等学校（1949年仁摩農林高と統合し邇摩高温泉津校舎となり、1952年廃止）[16]
- 島根県立邇摩高等学校大代分校（1979年）[16]
- 島根県立邇摩高等学校温泉津分校（1995年）[16]

## 安来市
- 島根県立安来高等学校〈旧〉（1949年安来農林高と統合し島根県立安来高等学校〈新〉へ）[17]
- 島根県立安来農林高等学校（1949年安来高〈旧〉と統合し安来高〈新〉へ）[17]
- 島根県立安来高等学校母里分校（1974年）[17]
- 島根県立安来高等学校広瀬分校（1984年）[17]

## 飯石郡
- 島根県立三刀屋高等学校頓原分校（1963年川本高赤来分校と統合し島根県立飯南高等学校へ）[18]
- 島根県立川本高等学校赤来分校（1958年赤名分校から改称、1963年三刀屋高頓原分校と統合し飯南高へ）[19]

## 邑智郡
- 島根県立川本高等学校〈初代〉（1949年川本農林高と統合し川本高〈2代目〉へ）[19]
- 島根県立川本農林高等学校（1949年川本高〈初代〉と統合し川本高〈2代目〉へ）[19]
- 島根県立矢上高等学校瑞穂分校（1965年田所分校から改称、1985年廃校）[5]
- 島根県立川本高等学校羽須美分校（1992年）[19]
- 島根県立川本高等学校〈2代目〉（2009年邑智高と統合し島根県立島根中央高等学校へ）[19]
- 島根県立邑智高等学校（1956年川本高粕淵分校から改称し独立するも、2009年同校と統合し島根中央高へ）[19]

## 鹿足郡
- 島根県立津和野第一高等学校（1949年津和野第二高と統合し島根県立津和野高等学校へ）[20]
- 島根県立津和野第二高等学校（1949年津和野第一高と統合し津和野高へ）[20]
- 島根県立津和野高等学校六日市分校（1958年益田産業高七日市分校〈1963年島根県立吉賀高等学校として独立〉へ統合）[21]
- 島根県立吉賀高等学校柿木分校（1969年）[21]